# 2012年ロンドンオリンピックのアメリカ合衆国選手団
2012年ロンドンオリンピックのアメリカ合衆国選手団（2012ねんロンドンオリンピックのアメリカがっしゅうこくせんしゅだん）は、2012年7月27日から8月12日にかけてイギリスの首都ロンドンで開催された2012年ロンドンオリンピックのアメリカ合衆国選手団、およびその競技結果。

## 概要
今大会は金メダル46個、銀メダル28個、銅メダル29個の合計103個のメダルを獲得した。
25競技に530人が派遣された。男子選手261名、女子選手269名が派遣されたが、女子選手が男子選手より多人数となったのはアメリカのオリンピック史上初めてであった。2011年パンアメリカン競技大会で男子が7位、女子が8位となったハンドボールは出場権を得られなかった。
オリンピック選手団団長は、5回オリンピックに出場したことのある元女子バスケットボール選手のテレサ・エドワーズが務めた。選手団中最年長は、54歳の馬術選手、フィリップ・ダットン、カレン・オコナーの2人、最年少は、15歳の競泳選手、ケイティ・レデッキーであった。
2012年7月10日に発表されたラルフ・ローレンがデザインした公式ユニフォームが中国製であったことから、物議を醸した。ハリー・リード民主党上院院内総務は「全てのユニフォームを焼却処分し、作り直すべきだ。」と主張、キルステン・ギリブランド上院議員、スティーブ・イスラエル下院議員は、今後の公式ユニフォームをアメリカ国内で生産するよう連名でアメリカオリンピック委員会に書簡を提出し、そうすることでアメリカ国内に10億ドルの経済効果がもたらされると主張した。また、ラルフ・ローレンには多くのクレームが殺到した。
中国と激しいメダル獲得争いを行い、金メダル46個、銀メダル29個、銅メダル29個、計104個のメダルを獲得、国別順位で1位となった。金メダル46個は、アメリカ以外で行われたオリンピックでは最多であった。競泳では北京オリンピックより4個多い16個の金メダルを獲得、計31個のメダルを獲得した。マイケル・フェルプスは、この大会で6個のメダルを獲得、ラリサ・ラチニナ（計18個）の記録を抜き、五輪通算22個のメダル獲得を達成した。メリッサ・フランクリン、ライアン・ロクテ、アリソン・シュミットが5個のメダルを獲得、競泳陣全体で5個の世界記録を作った。その内の2個は平泳ぎのレベッカ・ソニによるものであった。陸上競技では29個のメダルを獲得した。北京オリンピックでは1個もメダルを獲得できなかった飛込競技では金メダル1個を含む4個のメダルを獲得した。体操でのメダルは北京オリンピックの10個から6個に減った。ギャビー・ダグラスがアフリカ系アメリカ人体操選手として初めて個人総合で金メダルを獲得した。フェンシングのメダルは北京の6個から1個に減った。ボクシングでは男子で1つもメダルを獲得できなかった。

## メダル
| メダル | 選手名 | 競技             | 種目                           | 日付（現地） |
| ------ | --- | ---------------- | ------------------------------ | ------------ |
| 金     | アリエス・メリット | 陸上             | 男子110mハードル               | 8月08日      |
| 金     | クリスチャン・テーラー | 陸上             | 男子三段跳                     | 8月09日      |
| 金     | アシュトン・イートン | 陸上             | 男子十種競技                   | 8月09日      |
| 金     | アリソン・フェリックス | 陸上             | 女子200m                       | 8月08日      |
| 金     | サーニャ・リチャーズ＝ロス | 陸上             | 女子400m                       | 8月05日      |
| 金     | ティアナ・マディソン アリソン・フェリックス ビアンカ・ナイト カーメリタ・ジーター | 陸上             | 女子4×100mリレー               | 8月10日      |
| 金     | ディーディー・トロッター アリソン・フェリックス フランセーナ・マコロリー サーニャ・リチャーズ＝ロス | 陸上             | 女子4×400mリレー               | 8月11日      |
| 金     | ジェニファー・サー | 陸上             | 女子棒高跳                     | 8月06日      |
| 金     | ブリトニー・リース | 陸上             | 女子走幅跳                     | 8月08日      |
| 金     | ネーサン・エイドリアン | 競泳             | 男子100m自由形                 | 8月01日      |
| 金     | マシュー・グレイバーズ | 競泳             | 男子100m背泳ぎ                 | 7月30日      |
| 金     | タイラー・クレアリー | 競泳             | 男子200m背泳ぎ                 | 8月02日      |
| 金     | マイケル・フェルプス | 競泳             | 男子100mバタフライ             | 8月03日      |
| 金     | マイケル・フェルプス | 競泳             | 男子200m個人メドレー           | 8月02日      |
| 金     | ライアン・ロクテ | 競泳             | 男子400m個人メドレー           | 7月28日      |
| 金     | ライアン・ロクテ コナー・ドワイヤー リッキー・ベレンズ マイケル・フェルプス | 競泳             | 男子4×200mリレー               | 7月31日      |
| 金     | マシュー・グレイバーズ ブレンダン・ハンセン マイケル・フェルプス ネイサン・エイドリアン | 競泳             | 男子4×100mメドレーリレー       | 7月29日      |
| 金     | アリソン・シュミット | 競泳             | 女子200m自由形                 | 7月31日      |
| 金     | ケイティ・レデッキー | 競泳             | 女子800m自由形                 | 8月03日      |
| 金     | メリッサ・フランクリン | 競泳             | 女子100m背泳ぎ                 | 7月30日      |
| 金     | メリッサ・フランクリン | 競泳             | 女子200m背泳ぎ                 | 8月03日      |
| 金     | レベッカ・ソニ | 競泳             | 女子200m平泳ぎ                 | 8月02日      |
| 金     | ダナ・ボルマー | 競泳             | 女子100mバタフライ             | 7月29日      |
| 金     | メリッサ・フランクリン ダナ・ボルマー シャノン・ヴリーランド アリソン・シュミット | 競泳             | 女子4×200mリレー               | 8月01日      |
| 金     | メリッサ・フランクリン レベッカ・ソニ ダナ・ボルマー アリソン・シュミット | 競泳             | 女子4×100mメドレーリレー       | 7月28日      |
| 金     | デービッド・ボウディア | 飛込             | 男子10m高飛込                  | 8月11日      |
| 金     | トゥムア・エイネー エリザベス・アームストロング カミ・クレイグ アニカ・ドリース コートニー・マシューソン ヘザー・ペトリ ケリー・ルーロン メリッサ・サイドマン ジェシカ・ステフェンス マギー・ステフェンス ブレンダ・ビラ ローレン・ウェンガー エルジー・ウィンデス                                                                                        | 水球             | 女子                           | 8月09日      |
| 金     | ホープ・ソロ ヘザー・ミッツ クリスティ・ランポーン ベッキー・サウアーブラン ケリー・オハラ エイミー・レペイルベット シャノン・ボックス エイミー・ロドリゲス ヘザー・オライリー カーリー・ロイド シドニー・ルルー ローレン・チェニー アレックス・モーガン アビー・ワンバック ミーガン・ラピノー レイチェル・ビューラー トビン・ヒース ニコル・バーンハート | サッカー         | 女子                           | 8月09日      |
| 金     | ボブ・ブライアン マイク・ブライアン | テニス           | 男子ダブルス                   | 8月04日      |
| 金     | セリーナ・ウィリアムズ | テニス           | 女子シングルス                 | 8月04日      |
| 金     | セリーナ・ウィリアムズ ビーナス・ウィリアムズ | テニス           | 女子ダブルス                   | 8月05日      |
| 金     | エリン・カファロ スザンナ・フランシア エスター・ロフグレン テイラー・リッツェル メガン・ムスニキ エレナー・ローガン キャロライン・リンド キャリン・デイビース メアリー・ウィップル | ボート           | 女子舵つきエイト               | 8月02日      |
| 金     | クラレッサ・シールズ | ボクシング       | 女子ミドル級                   | 8月09日      |
| 金     | ケリー・ウォルシュ・ジェニングス ミスティ・メイトレーナー | ビーチバレー     | 女子                           | 8月08日      |
| 金     | ガブリエル・ダグラス ジョーディン・ウィーバー カイラ・ロス アレクサンドラ・レイズマン マッケイラ・マロニー | 体操             | 女子団体総合                   | 7月31日      |
| 金     | ガブリエル・ダグラス | 体操             | 女子個人総合                   | 8月02日      |
| 金     | アレクサンドラ・レイズマン | 体操             | 女子床                         | 8月07日      |
| 金     | タイソン・チャンドラー ケビン・デュラント レブロン・ジェームズ ラッセル・ウェストブルック デロン・ウィリアムス アンドレ・イグダーラ コービー・ブライアント ケビン・ラブ ジェームス・ハーデン クリス・ポール アンソニー・デイビス カーメロ・アンソニー | バスケットボール | 男子                           | 8月12日      |
| 金     | リンジー・ウェイレン サイモン・オーガスタス スー・バード マヤ・ムーア エンジェル・マコートリー アスジャ・ジョーンズ タミカ・キャッチングズ スウィン・キャッシュ ダイアナ・トーラジ シルビア・ファウルス ティナ・チャールズ キャンデース・パーカー | バスケットボール | 女子                           | 8月11日      |
| 金     | ジョーダン・ブローシュ | レスリング       | 男子フリースタイル74kg級       | 8月10日      |
| 金     | ジェイク・バーナー | レスリング       | 男子フリースタイル96kg級       | 8月12日      |
| 金     | クリスティン・アームストロング | 自転車           | 女子個人タイムトライアル       | 8月01日      |
| 金     | ケイラ・ハリソン | 柔道             | 女子78kg級                     | 8月02日      |
| 金     | ビンセント・ハンコック | 射撃             | 男子スキート                   | 7月31日      |
| 金     | ジェイミーリン・グレー | 射撃             | 女子50mライフル3姿勢           | 8月04日      |
| 金     | キム・ロード | 射撃             | 女子スキート                   | 7月29日      |
| 銀     | レオネル・マンザーノ | 陸上             | 男子1500m                      | 8月07日      |
| 銀     | ゲーレン・ラップ | 陸上             | 男子10000m                     | 8月04日      |
| 銀     | ジェーソン・リチャードソン | 陸上             | 男子110mハードル               | 8月08日      |
| 銀     | マイケル・ティンズリー | 陸上             | 男子400mハードル               | 8月06日      |
| 銀     | ブライション・ネラム ヨシュア・マンス トニー・マッケイ アンジェロ・テーラー | 陸上             | 男子4×400mリレー               | 8月10日      |
| 銀     | エリック・キナード | 陸上             | 男子走高跳                     | 8月07日      |
| 銀     | ウィル・クレイ | 陸上             | 男子三段跳                     | 8月09日      |
| 銀     | テリー・ハーディー | 陸上             | 男子十種競技                   | 8月09日      |
| 銀     | カーメリタ・ジーター | 陸上             | 女子100m                       | 8月04日      |
| 銀     | ドーン・ハーパー | 陸上             | 女子100mハードル               | 8月07日      |
| 銀     | ラシンダ・ディーマス | 陸上             | 女子400mハードル               | 8月08日      |
| 銀     | ブリジッタ・バレット | 陸上             | 女子走高跳                     | 8月11日      |
| 銀     | カレン・ジョーンズ | 競泳             | 男子50m自由形                  | 8月03日      |
| 銀     | ニコラス・トーマン | 競泳             | 男子100m背泳ぎ                 | 7月30日      |
| 銀     | マイケル・フェルプス | 競泳             | 男子200mバタフライ             | 7月31日      |
| 銀     | ライアン・ロクテ | 競泳             | 男子200m個人メドレー           | 8月02日      |
| 銀     | ネイサン・エイドリアン マイケル・フェルプス カレン・ジョーンズ ライアン・ロクテ | 競泳             | 男子4×100mリレー               | 7月29日      |
| 銀     | アリソン・シュミット | 競泳             | 女子400m自由形                 | 7月29日      |
| 銀     | レベッカ・ソニ | 競泳             | 女子100m平泳ぎ                 | 7月30日      |
| 銀     | エリザベス・バイゼル | 競泳             | 女子400m個人メドレー           | 7月28日      |
| 銀     | ヘイリー・アンダーソン | 競泳             | 女子10kmマラソンスイミング     | 8月09日      |
| 銀     | ケルシ・ブライアント アビゲール・ジョンストン | 飛込             | 女子3mシンクロ板飛込           | 7月29日      |
| 銀     | ダニエル・スコット タイーバ・ハニーフ リンゼイ・バーグ タマリ・ミヤシロ ニコル・デービス ジョーダン・ラーソン メーガン・ホッジ クリスタ・ハーモット ローガン・トム フォルケ・アキンラデウォ コートニー・トンプソン デスティニー・フッカー | バレーボール     | 女子                           | 8月11日      |
| 銀     | エイプリル・ロス ジェニファー・ケッシー | ビーチバレー     | 女子                           | 8月08日      |
| 銀     | マッケイラ・マロニー | 体操             | 女子跳馬                       | 8月05日      |
| 銀     | サラ・ハマー ドッツィー・バウシュ ローレン・タマヨ ジェニー・リード | 自転車           | 女子団体追抜                   | 8月04日      |
| 銀     | サラ・ハマー | 自転車           | 女子オムニアム                 | 8月07日      |
| 銀     | ブレイディ・エリソン ジェイク・カミンスキ ジェイコブ・ウーキー | アーチェリー     | 男子団体                       | 7月28日      |
| 銅     | ジャスティン・ガトリン | 陸上             | 男子100m                       | 8月05日      |
| 銅     | ウィル・クレイ | 陸上             | 男子走幅跳                     | 8月04日      |
| 銅     | リース・ホッファ | 陸上             | 男子砲丸投                     | 8月03日      |
| 銅     | カーメリタ・ジーター | 陸上             | 女子200m                       | 8月08日      |
| 銅     | ディーディー・トロッター | 陸上             | 女子400m                       | 8月05日      |
| 銅     | ケリー・ウェルズ | 陸上             | 女子100mハードル               | 8月07日      |
| 銅     | ジャーネイ・デローチ | 陸上             | 女子走幅跳                     | 8月08日      |
| 銅     | ピーター・バンダーケイ | 競泳             | 男子400m自由形                 | 7月28日      |
| 銅     | ライアン・ロクテ | 競泳             | 男子200m背泳ぎ                 | 8月02日      |
| 銅     | ブレンダン・ハンセン | 競泳             | 男子100m平泳ぎ                 | 7月29日      |
| 銅     | エリザベス・バイゼル | 競泳             | 女子200m背泳ぎ                 | 8月03日      |
| 銅     | ケイトリン・レブレンツ | 競泳             | 女子200m個人メドレー           | 7月31日      |
| 銅     | メリッサ・フランクリン ジェシカ・ハーディ リア・ニール アリソン・シュミット | 競泳             | 女子4×100mリレー               | 7月28日      |
| 銅     | トロイ・デュメーズ クリスチャン・イプセン | 飛込             | 男子3mシンクロ板飛込           | 8月01日      |
| 銅     | デービッド・ボウディア ニック・マクローリー | 飛込             | 男子10mシンクロ高飛込          | 7月30日      |
| 銅     | リサ・レイモンド マイク・ブライアン | テニス           | 混合ダブルス                   | 8月05日      |
| 銅     | グレン・オチャル ヘンリク・ラメル チャールズ・コール スコット・ガルト | ボート           | 男子舵なしフォア               | 8月04日      |
| 銅     | ナタリー・デル カラ・コーラー メーガン・カルモー エイドリエン・マーテリ | ボート           | 女子クオドルプルスカル         | 8月01日      |
| 銅     | マーレン・エスパーザ | ボクシング       | 女子フライ級                   | 8月08日      |
| 銅     | ダネル・レイバ | 体操             | 男子個人総合                   | 8月01日      |
| 銅     | アレクサンドラ・レイズマン | 体操             | 女子平均台                     | 8月07日      |
| 銅     | コールマン・スコット | レスリング       | 男子フリースタイル60kg級       | 8月11日      |
| 銅     | クラリサ・チャン | レスリング       | 女子フリースタイル48kg級       | 8月08日      |
| 銅     | ジョージア・グールド | 自転車           | 女子クロスカントリー           | 8月11日      |
| 銅     | コートニー・ハーレー マヤ・ローレンス スージー・スキャンラン ケリー・ハーリー | フェンシング     | 女子エペ団体                   | 8月04日      |
| 銅     | マルティ・マロイ | 柔道             | 女子57kg級                     | 7月30日      |
| 銅     | マシュー・エモンズ | 射撃             | 男子50mライフル3姿勢８があああ | 8月06日      |
| 銅     | テレンス・ジェニングス | テコンドー       | 男子68kg級                     | 8月09日      |
| 銅     | ペイジ・マクファーソン | テコンドー       | 女子67kg級                     | 8月10日      |
| 剥奪   | ジェフ・デンプス ダービス・パットン タイソン・ゲイ トレル・キモンズ ジャスティン・ガトリン ライアン・ベイリー | 陸上             | 男子4×100mリレー               | 8月11日      |

複数獲得者
| 選手名                     | 競技   | 金 | 銀 | 銅 | 合計 |
| -------------------------- | ------ | -- | -- | -- | ---- |
| マイケル・フェルプス       | 競泳   | 4  | 2  | 0  | 6    |
| メリッサ・フランクリン     | 競泳   | 4  | 0  | 1  | 5    |
| アリソン・シュミット       | 競泳   | 3  | 1  | 1  | 5    |
| ライアン・ロクテ           | 競泳   | 2  | 2  | 1  | 5    |
| アリソン・フェリックス     | 陸上   | 3  | 0  | 0  | 3    |
| ダナ・ボルマー             | 競泳   | 3  | 0  | 0  | 3    |
| ネイサン・エイドリアン     | 競泳   | 2  | 1  | 0  | 3    |
| マット・グレイバーズ       | 競泳   | 2  | 1  | 0  | 3    |
| レベッカ・ソニ             | 競泳   | 2  | 1  | 0  | 3    |
| アレクサンドラ・レイズマン | 体操   | 2  | 0  | 1  | 3    |
| カレン・ジョーンズ         | 競泳   | 1  | 2  | 0  | 3    |
| カーメリタ・ジーター       | 陸上   | 1  | 1  | 1  | 3    |
| ガブリエル・ダグラス       | 体操   | 2  | 0  | 0  | 2    |
| サーニャ・リチャーズ＝ロス | 陸上   | 2  | 0  | 0  | 2    |
| セリーナ・ウィリアムズ     | テニス | 2  | 0  | 0  | 2    |
| リッキー・ベレンズ         | 競泳   | 1  | 1  | 0  | 2    |
| ブレンダン・ハンセン       | 競泳   | 1  | 1  | 0  | 2    |
| マッケイラ・マロニー       | 体操   | 1  | 1  | 0  | 2    |
| ニコラス・トーマン         | 競泳   | 1  | 1  | 0  | 2    |
| デービッド・ボウディア     | 飛込   | 1  | 0  | 1  | 2    |
| マイク・ブライアン         | テニス | 1  | 0  | 1  | 2    |
| ジェシカ・ハーディ         | 競泳   | 1  | 0  | 1  | 2    |
| ディーディー・トロッター   | 陸上   | 1  | 0  | 1  | 2    |
| サラ・ハマー               | 自転車 | 0  | 2  | 0  | 2    |
| エリザベス・バイゼル       | 競泳   | 0  | 1  | 1  | 2    |
| ウィル・クレイ             | 陸上   | 0  | 1  | 1  | 2    |
| ジャスティン・ガトリン     | 陸上   | 0  | 1  | 1  | 2    |